# Magno de Skálholt
Magno (em latim: Magnus Einari; em nórdico antigo: Magnús Einarsson; 1092 – 1148) foi bispo de Skálholt desde 1134 até sua morte em 1148, sucedendo Torlaco (1118–1134) e antecedendo Clengo (1148–1176).